# Comuna de Platerówka
Platerówka (polaco: Gmina Platerówka) é uma gminy (comuna) na Polónia, na voivodia de Baixa Silésia e no condado de Lubański. A sede do condado é a cidade de Platerówka.
De acordo com os censos de 2004, a comuna tem 1739 habitantes, com uma densidade 36,3 hab/km².

## Área
Estende-se por uma área de 47,94 km², incluindo:
- área agricola: 55%
- área florestal: 36%

## Demografia
Dados de 30 de Junho 2004:
|                      | Total   | Total | Mulheres | Mulheres | Homens  | Homens |
| -------------------- | ------- | ----- | -------- | -------- | ------- | ------ |
|                      | pessoas | %     | pessoas  | %        | pessoas | %      |
| População            | 1739    | 100   | 881      | 50,7     | 858     | 49,3   |
| Densidade (pop./km²) | 36,3    | 100   | 18,4     | 18,4     | 17,9    | 17,9   |

De acordo com dados de 2002, o rendimento médio per capita ascendia a 1508,16 zł.

## Subdivisões
- Platerówka, Włosień, Zalipie.

## Comunas vizinhas
- Leśna, Lubań, m. Lubań, Siekierczyn, Comuna de Sulików.